# Meisterschaft von Zürich 1999
Il Meisterschaft von Zürich 1999, ottantaseiesima edizione della corsa, valido come ottava prova della Coppa del mondo di ciclismo su strada, si svolse il 22 agosto 1999 su un percorso di 245,3 km. Venne vinto dal polacco Grzegorz Gwiazdowski, che terminò in 6h19'48".
Alla partenza erano presenti 181 ciclisti, dei quali 88 conclusero la gara.

## Squadre partecipanti
| N.      | Cod. | Squadra                               |
| ------- | ---- | ------------------------------------- |
| 1-8     | BAN  | Banesto                               |
| 11-18   | CTA  | Cantina Tollo-Alexia Alluminio Italia |
| 21-28   | CSO  | Casino-Ag2r                           |
| 31-38   | COF  | Cofidis, le Crédit par Téléphone      |
| 41-48   | C.A  | Crédit Agricole                       |
| 51-58   | FES  | Festina-Lotus                         |
| 61-68   | FDJ  | Française des Jeux                    |
| 71-78   | LAM  | Lampre-Daikin                         |
| 81-88   | LOT  | Lotto-Mobistar                        |
| 91-98   | MAP  | Mapei-Quick Step                      |
| 101-108 | MER  | Mercatone Uno-Bianchi                 |
| 111-118 | MDN  | Mobilvetta-Northwave                  |

| N.      | Cod. | Squadra                 |
| ------- | ---- | ----------------------- |
| 121-128 | ONC  | ONCE-Deutsche Bank      |
| 131-138 | PST  | Post Swiss Team         |
| 141-148 | RAB  | Rabobank                |
| 151-158 | RIS  | Riso Scotti-Vinavil     |
| 161-168 | SAE  | Saeco-Cannondale        |
| 171-178 | TEL  | Team Deutsche Telekom   |
| 181-188 | ERI  | Team Ericsson-Villiger  |
| 191-198 | PLT  | Team Polti              |
| 201-208 | TVM  | TVM-Farm Frites         |
| 211-218 | USP  | US Postal Service       |
| 221-228 | VIN  | Vini Caldirola-Sidermec |
| 231-238 | VIT  | Vitalicio Seguros       |

## Ordine d'arrivo (Top 10)
| Pos. | Corridore            | Squadra   | Tempo    |
| ---- | -------------------- | --------- | -------- |
| 1    | Grzegorz Gwiazdowski | Cofidis   | 6h19'48" |
| 2    | Sergio Barbero       | Merc. Uno | a 28"    |
| 3    | Andrei Tchmil        | Lotto     | a 34"    |
| 4    | Paolo Bettini        | Mapei     | s.t.     |
| 5    | Andrej Kivilëv       | Festina   | s.t.     |
| 6    | Michael Boogerd      | Rabobank  | s.t.     |
| 7    | Davide Rebellin      | Polti     | s.t.     |
| 8    | Laurent Brochard     | Festina   | s.t.     |
| 9    | Mikel Zarrabeitia    | ONCE      | s.t.     |
| 10   | Jörg Jaksche         | Telekom   | s.t.     |